# Itaobim
Itaobim es un municipio brasileño del estado de Minas Gerais, perteneciente a la microrregión de Pedra Azul. Se encuentra en el Valle del Jequitinhonha y su población en 2018 era de 71 096 habitantes. Con poca variación, la temperatura media anual está alrededor de 21 °C a 35 °C. El mes más caliente es febrero y el más frío junio. A humedad relativa del aire varía de 60% y 80%. Según datos del (INMET), desde septiembre de 2007 la temperatura más baja registrada en Itaobim fue de 7,3  °C el 20 de mayo de 2022, y la más alta alcanzó los 42,5  °C en octubre de 2020 superando los 42,3 °C el 2 de enero de 2016.
Itaobim del población 2020:
Urbana:60.003
Rural:11.667
Hombres:27.334
Mujeres:29.011